# 蒙布瓦
蒙布瓦（Mumbwa）是赞比亚中央省的一个小镇，面积2.3万平方公里，赞比亚大西路经过。赞比亚空军在本地有一个军事基地。卡富埃国家公园在本区西部相接。当地主要人种是伊拉人，操撒拉方言，人口16.7万。世界卫生组织表示，通过流动服务已扩大当地获得抗逆转录病毒治疗的程度 。